# 잉베이 말름스틴
잉베이 말름스틴(영어: Yngwie Malmsteen, 영어 발음: /ˈɪŋveɪ ˈmɑːlmstiːn/, 1963년 6월 30일 ~ )은 스웨덴의 기타리스트, 작곡가, 밴드리더이다. 말름스틴은 1980년대에 헤비 메탈에서 네오클래시컬 메탈 연주 스타일로 처음 알려졌으며, 40년 넘게 활동하면서 20장의 스튜디오 음반을 발매했다. 2009년, 《타임》은 말름스틴을 역사상 가장 위대한 11명의 일렉트릭 기타 연주자 중 9위로 평가했다.

## 생애
말름스틴은 스웨덴 스톡홀름에서 태어났다. 출생명은 라르스 요한 윙베 란네르베크(스웨덴어: Lars Johan Yngve Lannerbäck)이다. 10살 때 말름스틴은 자신과 학교 친구가 드럼을 연주하는 것으로 구성된 그의 첫 밴드 트랙 온 어스를 만들었다. 열두 살 때 그는 어머니의 혼전 성씨인 말름스텐을 자신의 성으로 삼으면서 말름스틴으로 바꾸었으며, 세 번째 이름인 윙베를 잉베이로 바꾸었다. 10대 때 그는 클래식 음악, 특히 19세기 이탈리아의 거장 바이올리니스트이자 작곡가 니콜로 파가니니와 요한 제바스티안 바흐의 영향을 많이 받았다. 이 기간 동안, 그는 또한 그의 가장 중요한 기타 영향력인 리치 블랙모어를 발견했다. 말름스틴은 지미 헨드릭스가 그에게 음악적 영향을 미치지 않았고 그의 스타일에 기여하지 않았다고 말했다. 그러나 1970년 9월 18일 헨드릭스가 1967년 몬테레이 팝 페스티벌에서 그의 기타를 부수고 불태우는 장면을 포함한 헨드릭스의 사망에 대한 TV 뉴스를 보면서 말름스틴은 "정말 멋지다"라고 생각하게 되었다.

## 음반 목록

### 스튜디오 음반
- Rising Force (1984년)
- Marching Out (1985년)
- Trilogy (1986년)
- Odyssey (1988년)
- Eclipse (1990년)
- Fire & Ice (1992년)
- The Seventh Sign (1994년)
- Magnum Opus (1995년)
- Inspiration (1996년)
- Facing the Animal (1997년)
- Concerto Suite for Electric Guitar and Orchestra (1998년)
- Facing the Animal (1997년)
- Alchemy (1999년)
- War to End All Wars (2000년)
- Attack!! (2002년)
- Unleash the Fury (2005년)
- Perpetual Flame (2008년)
- Angels of Love (2009년)
- Relentless (2010년)
- Spellbound (2012년)
- World on Fire (2016년)
- Blue Lightning (2019년)

### 라이브 음반
- Trial by Fire: Live in Leningrad (1989년)
- Live!! (1998년)
- Concerto Suite for Electric Guitar and Orchestra in E flat minor LIVE with the New Japan Philharmonic  (2002년)
- Spellbound Live in Tampa  (2014년)